# ICC U19-Cricket-Weltmeisterschaft 2014
Die ICC U19-Cricket-Weltmeisterschaft 2014 war die siebte Austragung der vom International Cricket Council organisierten Junioren Cricket-Weltmeisterschaft und wurde vom 15. Februar bis zum 1. März in den Vereinigten Arabischen Emiraten ausgetragen. Die Weltmeisterschaft wurde im One-Day International-Format ausgetragen, bei dem jedes Team jeweils ein Innings über maximal 50 Over bestritt. Im Finale konnte sich Südafrika mit 6 Wickets gegen Pakistan durchsetzen.

## Teilnehmer
Neben den zehn Vollmitgliedern wurden weitere sechs Mannschaften durch ein Qualifikationsturnier festgelegt.
| - Afghanistan - Australien - Bangladesch - Kanada - England - Indien - Namibia - Neuseeland | - Pakistan - Papua-Neuguinea - Schottland - Simbabwe - Sri Lanka - Südafrika - Ver. Arab. Emirate - West Indies |

## Format
In vier Vorrundengruppen spielte jeder gegen jeden, wobei ein Sieg zwei Punkte, ein Unentschieden oder ein No Result einen Punkt einbrachte. Die jeweils zwei besten Teams qualifizierten sich für die Hauptrunde, die im Playoff-Modus mit Viertel- und Halbfinale ausgetragen wurde. Die Verlierer des Viertelfinales spielten ebenfalls ein Halbfinale aus. Die jeweils beiden Gruppenletzten einer Gruppe der Vorrunde spielten in der Plate-Competition weiter. Auch diese wurde im Playoff-Modus ausgetragen, und im Plate-Finale ein Trostrundensieger bestimmt. 

## Vorrunde

### Gruppe A
Tabelle
| Gruppe A        | Sp. | S | N | NR | P | NRR    |
| --------------- | --- | - | - | -- | - | ------ |
| Indien          | 3   | 3 | 0 | 0  | 6 | +2.907 |
| Pakistan        | 3   | 2 | 1 | 0  | 4 | +1.673 |
| Schottland      | 3   | 1 | 2 | 0  | 2 | –1.371 |
| Papua-Neuguinea | 3   | 0 | 3 | 0  | 0 | –3.339 |

### Gruppe B
Tabelle
| Gruppe B    | Sp. | S | N | NR | P | NRR    |
| ----------- | --- | - | - | -- | - | ------ |
| Australien  | 3   | 2 | 1 | 0  | 4 | +0.927 |
| Afghanistan | 3   | 2 | 1 | 0  | 4 | +0.881 |
| Bangladesch | 3   | 2 | 1 | 0  | 4 | +0.097 |
| Namibia     | 3   | 0 | 3 | 0  | 0 | –1.920 |

### Gruppe C
Tabelle
| Gruppe C    | Sp. | S | N | NR | P | NRR    |
| ----------- | --- | - | - | -- | - | ------ |
| Südafrika   | 3   | 3 | 0 | 0  | 6 | +1.297 |
| West Indies | 3   | 2 | 1 | 0  | 4 | +0.907 |
| Simbabwe    | 3   | 1 | 2 | 0  | 2 | –1.308 |
| Kanada      | 3   | 0 | 3 | 0  | 0 | –0.962 |

### Gruppe D
Tabelle
| Gruppe D           | Sp. | S | N | NR | P | NRR    |
| ------------------ | --- | - | - | -- | - | ------ |
| Sri Lanka          | 3   | 3 | 0 | 0  | 6 | +0.607 |
| England            | 3   | 2 | 1 | 0  | 4 | +2.157 |
| Neuseeland         | 3   | 1 | 2 | 0  | 2 | –0.347 |
| Ver. Arab. Emirate | 3   | 0 | 3 | 0  | 0 | –2.429 |

## Hauptrunde

### Viertelfinale
| 22. Februar Scorecard | Dubai | Indien 221-8 (50)             | – | England 222-7 (49.1) |
|                       |       | England gewinnt mit 3 Wickets |   |                      |

| 22. Februar Scorecard | Dubai | Pakistan 279-9 (50)           | – | Sri Lanka 158 (42.3) |
|                       |       | Pakistan gewinnt mit 121 Runs |   |                      |

| 23. Februar Scorecard | Dubai | Afghanistan 197 (49.5)          | – | Südafrika 198-1 (39.2) |
|                       |       | Südafrika gewinnt mit 9 Wickets |   |                        |

| 23. Februar Scorecard | Dubai | West Indies 208 (49.5)           | – | Australien 209-5 (46.4) |
|                       |       | Australien gewinnt mit 5 Wickets |   |                         |

### Halbfinale (5. – 8. Platz)
| 24. Februar Scorecard | Dubai | Indien 291-7 (50)          | – | Sri Lanka 215 (48.1) |
|                       |       | Indien gewinnt mit 76 Runs |   |                      |

| 25. Februar Scorecard | Dubai | West Indies 215 (49.2)         | – | Afghanistan 206 (48) |
|                       |       | West Indies gewinnt mit 9 Runs |   |                      |

### Halbfinale (1. – 4. Platz)
| 24. Februar Scorecard | Dubai | England 204-7 (50)             | – | Pakistan 205-7 (49.1) |
|                       |       | Pakistan gewinnt mit 3 Wickets |   |                       |

| 26. Februar Scorecard | Dubai | Südafrika 230-9 (50)          | – | Australien 150 (42.2) |
|                       |       | Südafrika gewinnt mit 80 Runs |   |                       |

### Spiel um den 7. Platz
| 27. Februar Scorecard | Dubai | Sri Lanka 114 (34.3)              | – | Afghanistan 118-5 (21.2) |
|                       |       | Afghanistan gewinnt mit 5 Wickets |   |                          |

Sri Lanka gewann den Münzwurf und entschied sich als Schlagmannschaft zu beginnen. Als Spieler des Spiels wurde Usman Ghani ausgezeichnet.

### Spiel um den 5. Platz
| 27. Februar Scorecard | Dubai | Indien 340-8 (50)          | – | West Indies 294-8 (50) |
|                       |       | Indien gewinnt mit 46 Runs |   |                        |

Indien gewann den Münzwurf und entschied sich als Schlagmannschaft zu beginnen. Als Spieler des Spiels wurde Ankush Bains ausgezeichnet.

### Spiel um den 3. Platz
| 28. Februar Scorecard | Dubai | Australien 246-7 (50)        | – | England 247-9 (49.4) |
|                       |       | England gewinnt mit 1 Wicket |   |                      |

Australien gewann den Münzwurf und entschied sich als Schlagmannschaft zu beginnen. Als Spieler des Spiels wurde Ben Duckett ausgezeichnet.

### Finale
| 22. Februar Scorecard | Dubai | Pakistan 131 (44.3)             | – | Südafrika 134-4 (42.1) |
|                       |       | Südafrika gewinnt mit 6 Wickets |   |                        |

Pakistan gewann den Münzwurf und entschied sich als Schlagmannschaft zu beginnen. Als Spieler des Spiels wurde Corbin Bosch ausgezeichnet.

## Trostrunde

### Trostrunden-Viertelfinale
| 22. Februar Scorecard | Abu Dhabi | Kanada 75 (27.1)                  | – | Bangladesch 76-1 (13.1) |
|                       |           | Bangladesch gewinnt mit 9 Wickets |   |                         |

| 22. Februar Scorecard | Abu Dhabi | Namibia 194-8 (50)             | – | Simbabwe 197-4 (45.1) |
|                       |           | Simbabwe gewinnt mit 6 Wickets |   |                       |

| 23. Februar Scorecard | Abu Dhabi | Papua-Neuguinea 186 (48.3)       | – | Neuseeland 190-4 (46.4) |
|                       |           | Neuseeland gewinnt mit 6 Wickets |   |                         |

| 23. Februar Scorecard | Abu Dhabi | Schottland 119 (37.4)                              | – | Ver. Arab. Emirate 124-3 (32.1) |
|                       |           | Vereinigte Arabische Emirate gewinnt mit 7 Wickets |   |                                 |

### Trostrunden-Halbfinale (13. – 16. Platz)
| 22. Februar Scorecard | Abu Dhabi | Namibia 263-9 (50)          | – | Kanada 240 (47.3) |
|                       |           | Namibia gewinnt mit 23 Runs |   |                   |

| 22. Februar Scorecard | Abu Dhabi | Schottland 209 (48.3)          | – | Papua-Neuguinea 132 (43.3) |
|                       |           | Schottland gewinnt mit 77 Runs |   |                            |

### Trostrunden-Halbfinale (9. – 12. Platz)
| 25. Februar Scorecard | Abu Dhabi | Bangladesch 265-6 (50)          | – | Simbabwe 193-9 (50) |
|                       |           | Bangladesch gewinnt mit 72 Runs |   |                     |

| 24. Februar Scorecard | Abu Dhabi | Ver. Arab. Emirate 140 (49.2)    | – | Neuseeland 141-5 (30.2) |
|                       |           | Neuseeland gewinnt mit 5 Wickets |   |                         |

### Spiel um den 15. Platz
| 26. Februar Scorecard | Abu Dhabi | Kanada 169 (44.1)          | – | Papua-Neuguinea 158 (48.2) |
|                       |           | Kanada gewinnt mit 11 Runs |   |                            |

Kanada gewann den Münzwurf und entschied sich als Schlagmannschaft zu beginnen. Als Spieler des Spiels wurde Yug Rab ausgezeichnet.

### Spiel um den 13. Platz
| 26. Februar Scorecard | Abu Dhabi | Schottland 178 (43.4)         | – | Namibia 173 (45.1) |
|                       |           | Schottland gewinnt mit 5 Runs |   |                    |

Schottland gewann den Münzwurf und entschied sich als Schlagmannschaft zu beginnen. Als Spieler des Spiels wurde Nick Farrar ausgezeichnet.

### Spiel um den 11. Platz
| 27. Februar Scorecard | Abu Dhabi | Simbabwe 205 (50)            | – | Ver. Arab. Emirate 121-9 (50) |
|                       |           | Simbabwe gewinnt mit 84 Runs |   |                               |

Simbabwe gewann den Münzwurf und entschied sich als Schlagmannschaft zu beginnen. Als Spieler des Spiels wurde Luke Jongwe ausgezeichnet.

### Trostrunden-Finale
| 27. Februar Scorecard | Abu Dhabi | Bangladesch 223 (47)            | – | Neuseeland 146-9 (50) |
|                       |           | Bangladesch gewinnt mit 77 Runs |   |                       |

Neuseeland gewann den Münzwurf und entschied sich als Feldmannschaft zu beginnen. Als Spieler des Spiels wurde Shadman Islam ausgezeichnet.

## Abschlussrangliste
| Pl. | Team               |
| --- | ------------------ |
| 1   | Südafrika          |
| 2   | Pakistan           |
| 3   | England            |
| 4   | Australien         |
| 5   | Indien             |
| 6   | West Indies        |
| 7   | Afghanistan        |
| 8   | Sri Lanka          |
| 9   | Bangladesch        |
| 10  | Neuseeland         |
| 11  | Simbabwe           |
| 12  | Ver. Arab. Emirate |
| 13  | Schottland         |
| 14  | Namibia            |
| 15  | Kanada             |
| 16  | Papua-Neuguinea    |